# 布蘭奇 (路易斯安那州)
布蘭奇（英語：Branch）是位於美國路易斯安那州阿卡迪亞堂區的一個人口普查指定地區。

## 人口
根據2020年美國人口普查的數據，布蘭奇的面積為19.11平方千米，當中陸地面積為19.05平方千米，而水域面積為0.06平方千米。當地共有人口431人，而人口密度為每平方千米22.55人。